# Punta Misiones
Punta Misiones ist eine Landspitze im Nordwesten der Anvers-Insel im Palmer-Archipel westlich der Antarktischen Halbinsel.
Argentinische Wissenschaftler benannten sie. Der weitere Benennungshintergrund ist nicht überliefert.